# Rupert Fieger
Rupert Fieger (* 28. April 1962 in Monheim) ist ein deutscher Steinmetz und Bildhauer.
Fieger machte sein Abitur am Gabrieli-Gymnasium Eichstätt. Ab 1982 machte er bis 1985 eine Ausbildung bei Franz Maurer in Inching. 1986 und 1987 arbeitete er bei Mangold in Ellwangen. Von 1987 bis 1989 arbeitete er bei Wood & Stone in Manassas. Anschließend besuchte er bis 1990 die Meisterschule in Kaiserslautern. 1991 übernahm er den Steinmetzbetrieb Leurpendeur in Eichstätt und machte sich selbstständig. Seit 1995 ist er der Vorsitzende des Künstlerrings Eichstätt. Ebenso ist er Gründungsmitglied des Lions Clubs Eichstätt. Zwischen 2009 und 2017 arbeitete er als Kunstlehrer am Gabrieli-Gymnasium.

## Werke (Auswahl)

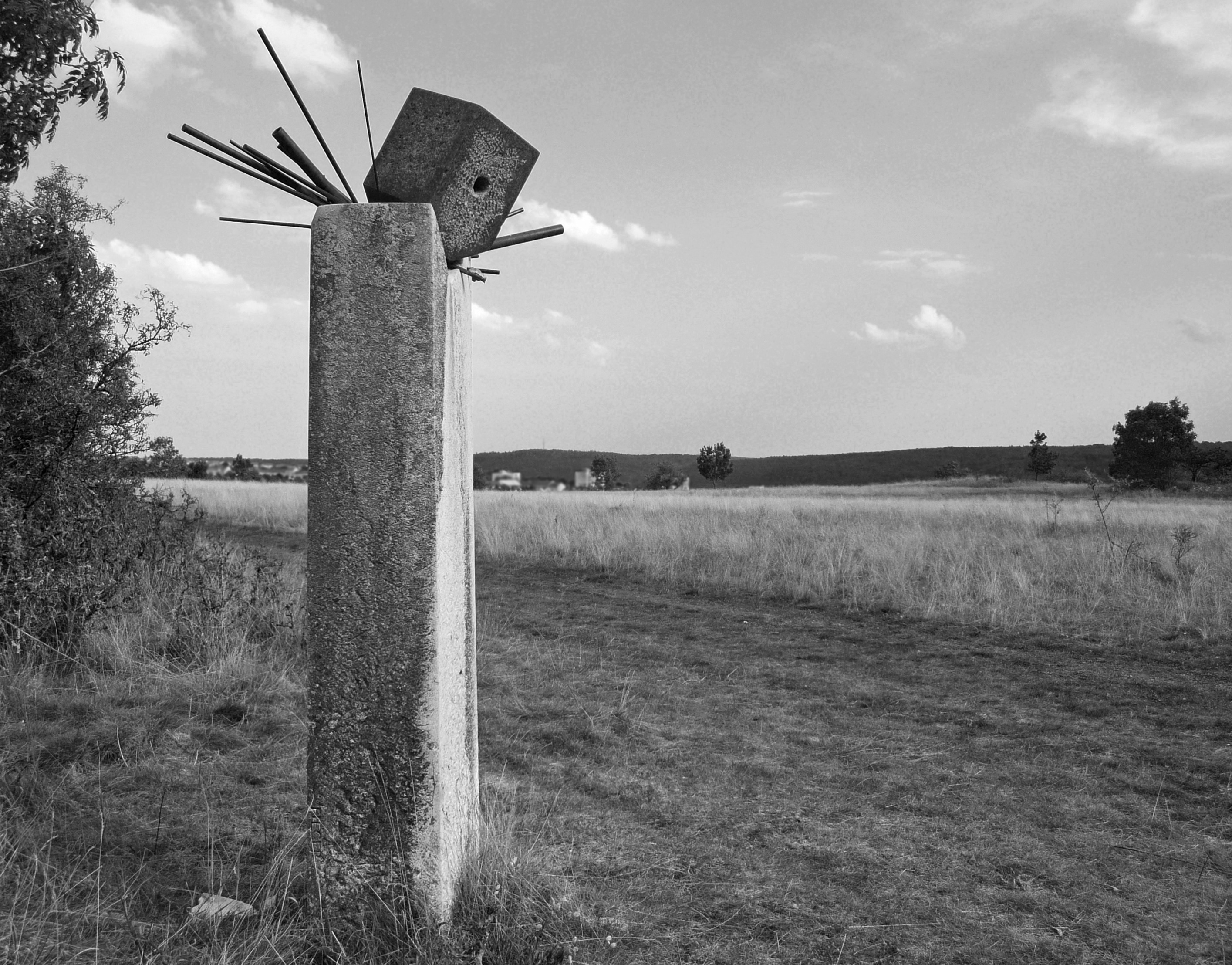
Mahnmal zur Hexenverfolgung in Eichstätt (2001)

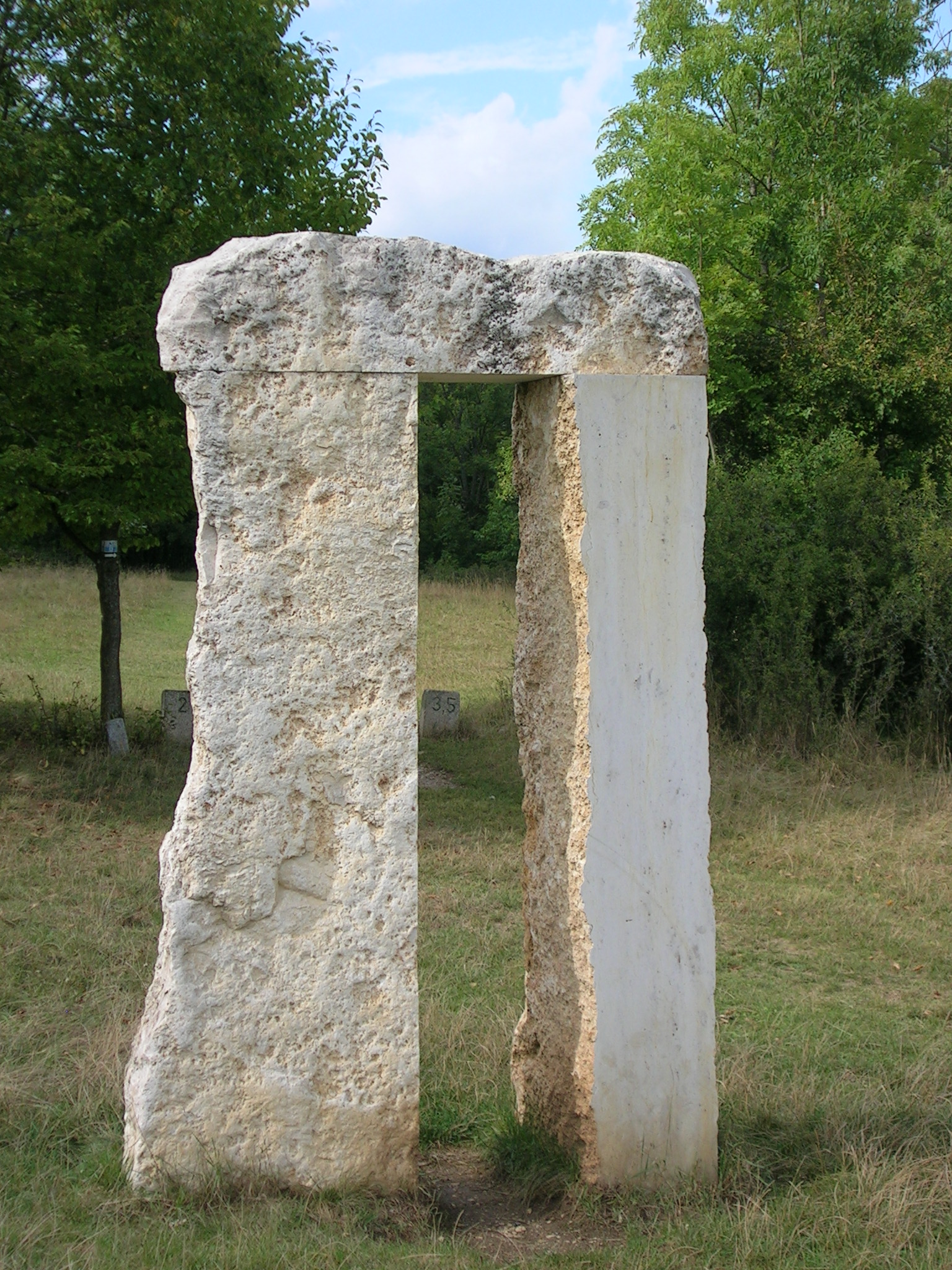
„Zeitpassage“ (2008)

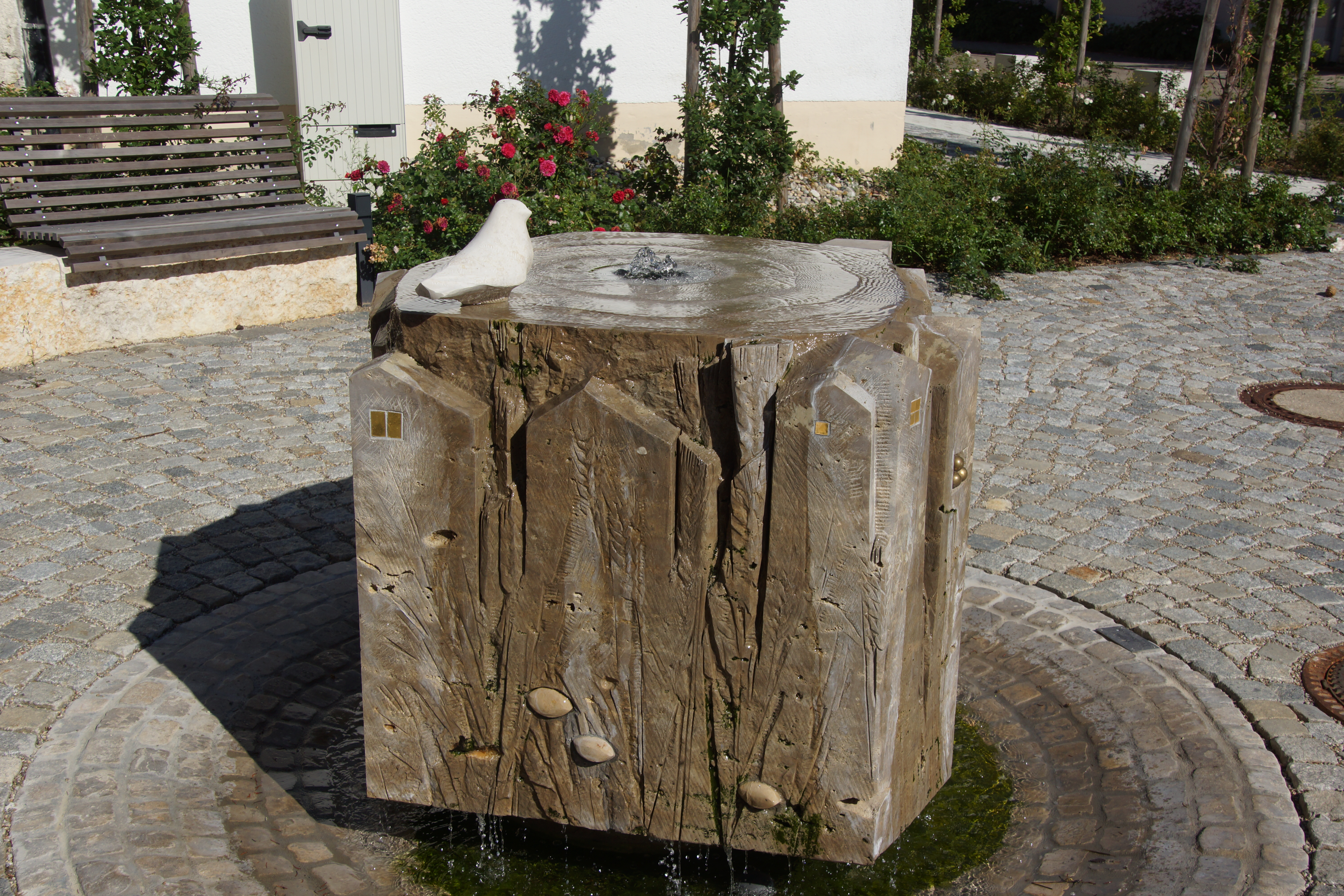
Brunnen am Dorfplatz in Hofstetten (2018)

- 1994: Kriegerdenkmal in Meilenhofen[2]
- 2001: Mahnmal für die Opfer der Hexenverfolgung im Hochstift Eichstätt[3][4][5]
- 2006: Kriegerdenkmal in Heimbach
- 2008: Antoniusbildstock in Laibstadt[6]
- 2008: Altarraum in St. Antonius von Padua in Rapperszell[7]
- 2008: „Zeitpassage“ am Eichstätter Frauenberg[8]
- 2009: Altarraum in St. Stephan in Mindorf[9]
- 2010: Kreuzweg am Gredinger Kalvarienberg[10][11]
- 2010: Taufstein in Tauberfeld
- 2013: Dreiländereck Schwaben, Franken und Oberbayern[12]
- 2013: Denkmal zur Erinnerung an das ehemalige Seuversholzer Schulhaus[13]
- 2015: Altarraum in der Dorfkapelle St. Walburg in Hard
- 2016: Flurbereinigungsdenkmal in Günzenhofen
- 2017: Neugestaltung der Willibaldsfigur für die Westfassade des Eichstätter Doms[14][15]
- 2017: Usselpromenade in Daiting[16]
- 2018: Brunnen in Hofstetten[17]
- 2018: Brunnen in Kirchanhausen[18]
- 2019: Brunnen des evangelisch-lutherischen Gemeindezentrums in Eichstätt[19]